# 烏克蘭自主正教會

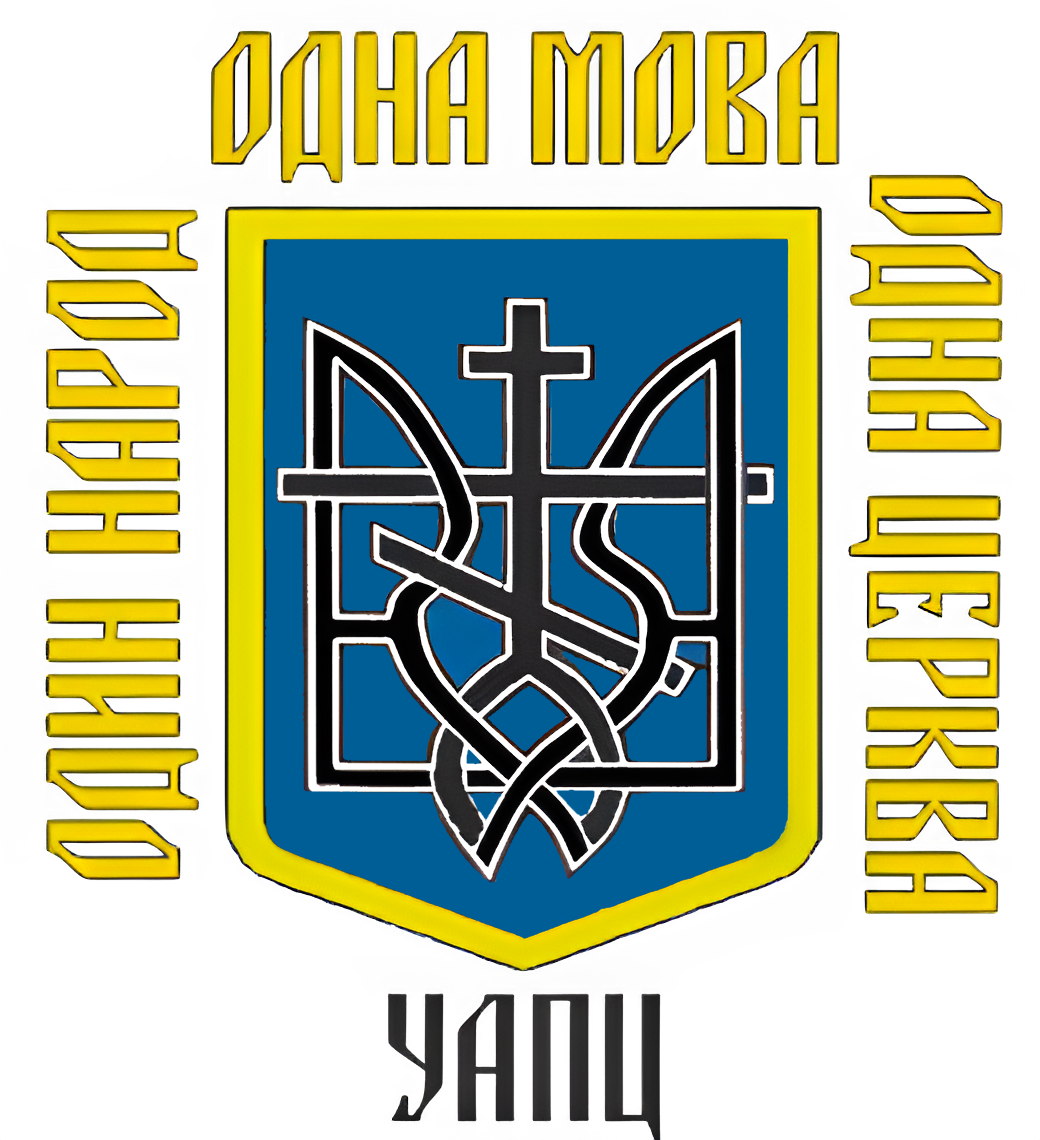
会徽

烏克蘭自主正教會（烏克蘭語：Українська автокефальна православна церква）是烏克蘭曾經存在過的、未受其他正教會承認的東正教教會之一。1917年俄羅斯帝國因二月革命滅亡後，烏克蘭隨之宣告獨立。受到這一變化的影響，烏克蘭的正教會就有了脫離莫斯科牧首聖統的企圖。最後終於在1921年時在未經其他牧首同意的情況下自行祝聖了基輔都主教，宣告成立自己的聖統制。之後因為烏克蘭幾次主權易手，這一教會曾經二度被當局禁止與打壓，在1990年重建，並只由一位都主教管理。2018年，與基輔宗主教聖統烏克蘭正教會和一部分莫斯科宗主教聖統烏克蘭正教會統合成新的「烏克蘭正教會」。

## 歷史
當基輔及諾夫哥羅德的弗拉基米爾大公改宗正教會後，正教會就大幅的在斯拉夫語地區發展。基輔也成了早期俄羅斯地區基督宗教的中心，「基輔及全羅斯的都主教」成為俄羅斯地區教會的領袖，並從屬於君士坦丁宗主教的聖統。1238年受到蒙古人入侵的影響，大量人口流往莫斯科，導致政治中心的轉移，基輔都主教的教座也遷到了莫斯科，但是依然保留基輔這個頭銜。然而，1441年時以西鐸都主教因為支持了佛羅倫斯大公會議中對東西教會合併的決議而遭到俄羅斯驅逐，最後流亡羅馬並獲羅馬教宗的庇護。之後俄羅斯正教會在1448年改選了約拿主教擔任領袖，並改用「莫斯科都主教」這個頭銜。之後在1589年時獲得了君士坦丁普世牧首的同意後，成立了莫斯科牧首聖統。至於烏克蘭地區則一度被信奉羅馬天主教的波蘭占領，並在1596年簽下了《布列斯特合併宣言》使得原先的基輔都主教管轄區改宗天主教。直到1620年耶路撒冷牧首费奥凡到基輔祝聖了幾位東正教的主教，才重建了正教會的都主教教區，1686年由於俄羅斯帝國吞併烏克蘭的情勢。基輔都主教區就此由君士坦丁宗主教聖統轉移到莫斯科宗主教的管轄下。
1917年俄罗斯帝国因為二月革命瓦解，烏克蘭獨立，烏克蘭的正教會也出現了打算脫離莫斯科牧首管理的聲音，最後在1920年，部分神職人員和信徒宣告了烏克蘭自主正教會的成立。並選出了一位積極推行烏克蘭正教會自主多年的神父瓦西里·拉普奇斯基（烏克蘭語：Василь Липківський）為首任自主教會都主教，由於這一任命沒有主教的參與，因此此舉被視為違反正教會的規範。使得自主教會不受普世正教會的承認。
1922年，乌克兰苏维埃社会主义共和国赢得乌克兰内战并通过签署《苏联成立条约》加入苏联。隨後在1930年，斯大林治下的蘇聯政府取締和打壓了被认为具有烏克蘭民族主義色彩的烏克蘭自主正教會，於是自主教會被迫解散。二戰期間，烏克蘭一度在1942年遭到德軍佔領，而自主教會也趁機恢復活動，但1943年蘇聯奪回烏克蘭後，自主教會又遭到了打壓，並有部分主教在流亡海外期間受邀加入並帶領加拿大烏克蘭禮正教會。直到1990年，才正式在烏克蘭復會。